# Zelzin (gmina)
Zelzin – dawna gmina wiejska istniejąca do 1922 roku w woj. białostockim (obecnie na Białorusi). Siedzibą gminy był Zelzin.
Na początku okresu międzywojennego gmina Zelzin należała do powiatu wołkowyskiego w woj. białostockim. Gminę zniesiono już 30 grudnia 1922 roku, a jej obszar włączono:
- do gminy Łysków:
  - gromada Krupa (wsie Krupa i Bojary oraz folwarki Brantowce i Krupa),
  - gromada Mozole (wieś Mozole oraz folwarki Celinowo, Szejpiaki i Wygoda),
  - gromada Szpaki (wieś Szpaki oraz folwark Zelzin I),
  - gromada Zelzin (wsie Zelzin, Apelanowicze, Brantowce i Buszniaki, oraz folwarki Zelzin II, Jałowo i Włóki),
  - gromada Zieleniewicze (wsie Zieleniewicze, Zienowicze i Jaroszewicze oraz folwark Zieleniewicze);
- do  gminy Podorosk:
  - gromada Hołowczyce (wsie Hołowczyce i Raczki, oraz folwark Danejkowszczyzna),
  - gromada Hołowczyce os. (folwarki Hołowczyce i Natalin),
  - gromada Konoplisko (folwarki Konoplisko, Michalin, Olesin i Tadzin),
  - gromada Kuziewicze (wieś Kuziewicze),
  - gromada Monciaki (wieś i folwark Mąciaki),
  - wsie Hirycze i Zalesiany, które włączono do gromady Todrosy w gminie Podorosk.